# کولوا (هاوایی)
کولوا (به انگلیسی: Koloa) یک منطقهٔ مسکونی در ایالات متحده آمریکا است که در شهرستان کائوآئی، هاوایی واقع شده‌است. کولوا ۳٫۱ کیلومتر مربع مساحت و ۲٬۱۴۴ نفر جمعیت دارد و ۶۵ متر بالاتر از سطح دریا واقع شده‌است.